# Karibi manátusz
A karibi manátusz (Trichechus manatus) az emlősök (Mammalia) osztályának tengeritehenek (Sirenia) rendjébe, ezen belül a manátuszfélék (Trichechidae) családjába tartozó faj. Egyéb nevei: karibi manáti vagy lamantin.

## Előfordulása
A karibi manátusz az Amerikai Egyesült Államok délkeleti részének trópusi és szubtrópusi vizein Texasig, a Karib-tenger szigetei környékén, valamint Dél-Amerika északi partjainál is megtalálható. Legdélebbre az Amazonas torkolatvidékén él. A vörös lista a sebezhető fajok között tartja nyilván.

## Megjelenése
Az állat hossza 2,5–4,5 méter, testtömege 200–600 kilogramm, átlagosan 150–350 kilogramm. Masszív teste némiképpen a bálnákéra emlékeztet. Szőrzete néhány sertére és tapintó-szőrre korlátozódik. Szívós, szürkésbarna bőre a járulékos rétegekkel együtt 5 centiméter vastag. Kicsi fején serteszerű szakállszőrök nőnek a felső ajaknál. Szemei kicsik. Külső füle nincs, ennek ellenére igen jó a hallása. A pofáján mélyen bevágott a felső ajak, melynek mindkét fele önállóan mozgatható. A mellső végtagok úszókká alakultak. A fiatal állatok úszóikat csak úszásra használják, a kifejlett állatok kormányzásra is az ár elleni úszásnál. Az úszók könyökszerűen befelé hajlíthatók, segítségükkel sekély vízben az úszók hegyén „futni” tudnak az állatok. A kifejlett állatok farkukat úszásra és egyensúlyozásra is használják.

## Életmódja
A karibi manátusz általában magányosan, néha kis csoportokban él. Táplálékát vízinövények alkotják. Az állat 30–60 évig élhet.

## Szaporodása

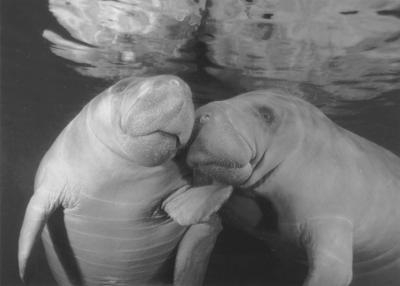
Anya borjával

Az ivarérettséget 4–6 éves korban éri el. A párzási időszaknak nincs meghatározott ideje. A vemhesség egy évig tart. Általában egy, alkalmanként két utód jön a világra. Az elválasztás 1–3 év után következik be.

## Érdekesség
David Attenborough „Titokzatos állatok nyomában” című könyvében leírja, hogy ez az emlősállat szoptatja utódait, mégpedig úgy, hogy kiemelkedik a vízből és az újszülött kicsinyét uszonyaival átölelve tartja a melléhez. Ez a viselkedés lehet a rend latin elnevezése (sirenia) eredete.